# Вельяшев-Волынцев, Иван Андреевич
Иван Андреевич Вельяшев-Волынцев (1737—1795) — русский военный и педагог, философ-переводчик, инженер-генерал-майор (1781 год).

## Биография
Родился в 1737 году, происходил из старинного дворянского рода Вельяшевых.
В 1746 году поступил на военную службу, служил в артиллерии, на военной службе дорос до чина капитана. Затем Иван Андреевич перешел на педагогическую службу. В 1762—1783 годах был преподавателем военных и математических наук в АИШК (Артиллерийский и инженерный шляхетный корпус). Последовательно получил чины майора (1766 год), подполковника (1772 год), полковника (1774 год) и инженер-генерал-майора (1781 год).
Им был издан курс артиллерии — «Артиллерийские предложения для обучения юношества Артилл. и инжен. шляхетного кадет. корпуса», бывший в России до 1816 года единственным учебным руководством по артиллерии.
4 мая 1783 года Вельяшев-Волынцев был уволен в отставку. Поселился в своем ярославском имении, где занимался общественной деятельностью: в 1787—1795 годах он был депутатом от Мологского уезда Ярославского наместничества в депутатском собрании. 
Иван Андреевич Вельяшев-Волынцев умер в 1795 году.

## Труды
- «Артиллерийские предложения», СПб.: Типография Сухопутного шляхетного кадетского корпуса, 1767. — [10], 266, [3] с. : 48 вкл. л. ; 4°.; 2-е изд. (2-м тиснением.) — СПб.: Типография Сухопутного шляхетного кадетского корпуса, 1777. - [10], 248 с. : 48 л. черт. ; 4°. 1777 год.
- трехтомные «Уроки експериментальной физики», 1779 — 1781 года, перевод знаменитого труда аббата Ж.-А. Нолле, помогал С. Я. Румовский.
- Перевод Вольтера «История о крестовых походах», 1772 год, 2-е изд. 1782 год и 3-е изд. 1783 год.
- «Новое расположение истории человеческого разума»,1775 год; издатель – Н. И. Новиков, перевод первоначальной редакции прославленного «Опыта о нравах и духе народов».

## Семья
Был женат на Волынцевой Екатерине Никитичне. Дети — сын Дмитрий; дочери Анна (поэтесса и переводчик), Пелагея и ещё семь дочерей.

## Награды
- Был награждён орденами Российской империи.